# Ayana
Ayana (彩菜 (Thái Thái) sinh ngày 29 tháng 12) là một ca sĩ kiêm nhạc sĩ người Nhật. Cô khởi đầu sự nghiệp ca hát của mình vào năm 1999 với việc trình bày hai ca khúc chủ đề mở đầu và kết thúc cho visual novel Kanon của công ty Key. Năm 2000, cô thành lập một nhóm nhạc hai thành viên mang tên Blue Velvet cùng với Aoki Shūichi. Sau này cô trở thành một ca sĩ khách mời của nhóm I've Sound và xuất hiện tại Nippon Budokan vào ngày 15 tháng 10 năm 2005 trong buổi hòa nhạc I've "I've in Budokan 2005: Open the Birth Gate". Cô đã hát hai ca khúc ở đó: một bản remix của "Verge" và một bản bình thường của "Last regrets". Năm 2006, Ayana thực hiện phiên bản remix cho hai ca khúc chủ đề mở đầu - kết thúc của Kanon trong đĩa đơn "Last regrets / Kaze no Tadoritsuku Basho". Ngày 20 tháng 6 năm 2007, cô đã tổ chức buổi hòa nhạc trực tiếp đầu tiên của mình tại Roppongi ở Tokyo. Cô đã sinh một bé trai vào ngày 31 tháng 3 năm 2008.

## Danh sách đĩa nhạc

### Solo
- "Last regrets" (ca khúc chủ đề mở đầu của Kanon; tháng 6 năm 1999)
- "Kaze no Tadoritsuku Basho" (風の辿り着く場所?) (ca khúc chủ đề kết thúc của Kanon; tháng 6 năm 1999)
- I've Girls Compilation vol.1 Regret (tháng 12 năm 1999 với I've Sound)
  - "Last regrets"
  - "Kaze no Tadoritsuku Basho"
- I've Girls Compilation vol.2 Verge (tháng 7 năm 2000 với I've Sound)
  - "Freak of Nature：Start"
  - "Freak of Nature：End"
  - "Uneasy"
- Platinum Soundtrack (tháng 1 năm 2002)
  - "White Distance"
- Aka Original Soundtrack (tháng 12 năm 2003)
  - "Sunagin" (砂銀?)
- Feel So Good!! Feel Original Re-arrange/Remix Album #001 (tháng 12 năm 2003)
  - "Sunagin"
- Anonono. (tháng 12 năm 2003)
  - "Aka" (朱?)
  - "Michishirube" (道標?)
- Flower Feel Vocal Showcase:001 (tháng 12 năm 2004)
  - "Pastel Color no Kiseki" (パステルカラーの奇跡?)
- Best of Verve-circle I've Found the Fountains of Paradise (tháng 8 năm 2004)
  - "Sky Gray"
- I've Remix Stle Mixed up (tháng 12 năm 2004 với I've Sound)
  - "Verge" (Mixed up ver.)
- Angel Type Soundtrack CD Legato (tháng 10 năm 2005)
  - "Monologue"
  - "Catharsis"
  - "Loves"
- Live DVD I've in Budoken 2005: Open the Birth Gate (tháng 6 năm 2006 với I've Sound)
- Live DVD I've in Budoken 2005: Complete Edit (tháng 11 năm 2006 với I've Sound)
- "Last regrets / Kaze no Tadoritsuku Basho" (tháng 12 năm 2006)

### Với Blue Velvet
- Album đầu tay Open~ (tháng 8 năm 2000)
- Maxi single I Am Calling You (tháng 6 năm 2001)
- Album thứ hai Rescue (tháng 8 năm 2001)
- Đĩa đơn thứ hai Setsunai Sōhi (切ない想ひ?) (tháng 12 năm 2002)
- Album thứ ba The Acoustic Side (tháng 4 năm 2003)
- Album thứ tư Another World (tháng 12 năm 2004)